# Charlotte Fritz

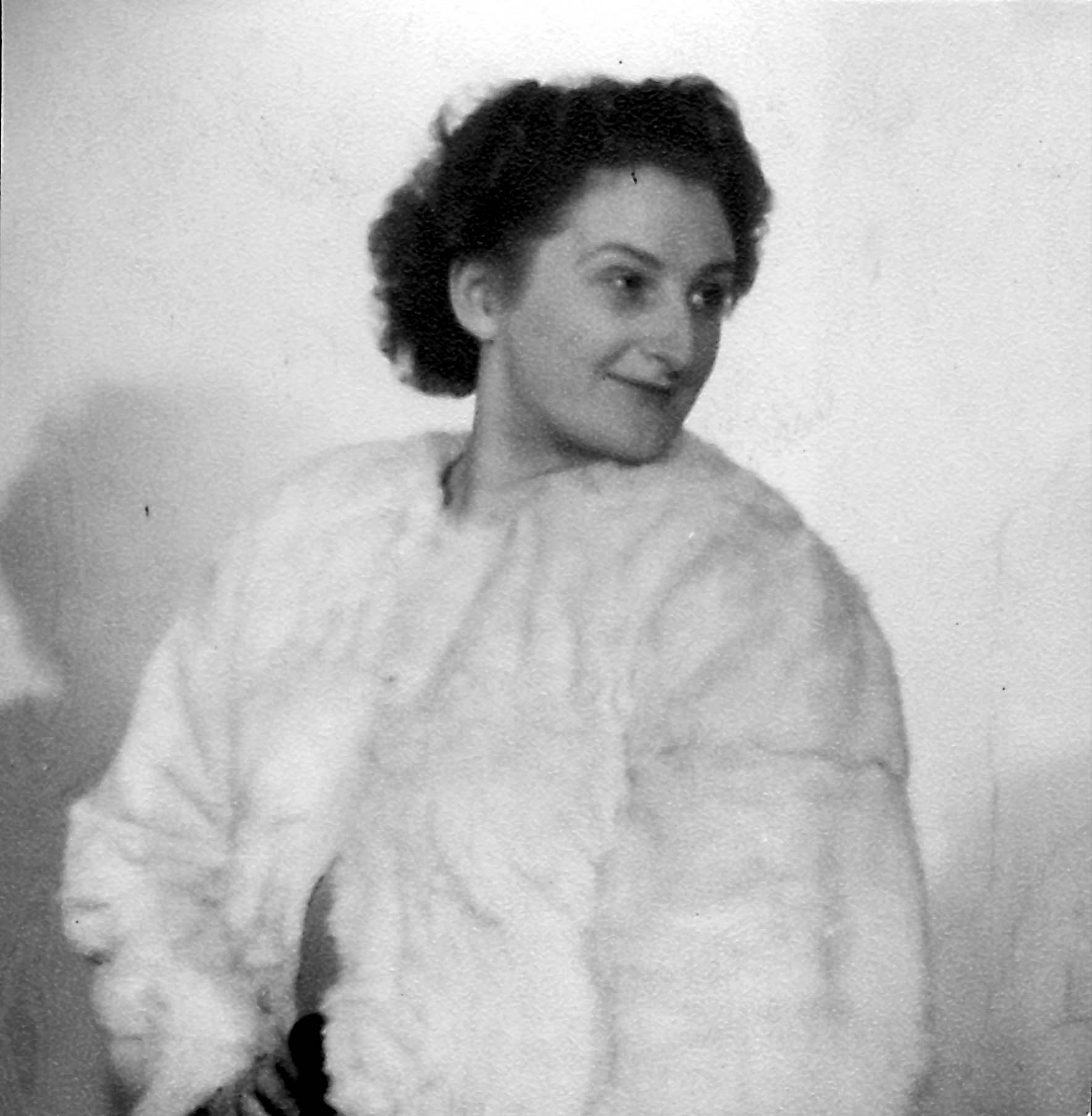
Charlotte Fritz, 1943

Charlotte Fritz (geborene Becher) (* 4. Juli 1918 in Baden bei Wien; † 23. September 2003 in Wien) war eine österreichische „Gerechte unter den Völkern“.

## Wirken
Charlotte Becher war Souffleuse am Deutschen Volkstheater in Wien. Sie lebte mit ihrer Schwester Edeltrud Becher zusammen, die mit einem Juden verlobt war, als zwei Gestapoleute erschienen und nach dem Verlobten von Edeltrud fragten. Auf die Frage, ob ein Nicht-Arier mit ihr in derselben Wohnung leben würde, stritt sie jegliche Anwesenheit von Edeltruds Verlobtem, der zu dieser Zeit mit seinen Brüdern in Prag wohnte, ab. Als die Brüder des Verlobten ihrer Schwester aus Prag nach Wien kamen, ließ Charlotte mit Hilfe eines Wiener Polizeibeamten die Akte, die den Verlobten ihrer Schwester belastete, vernichten. Des Weiteren organisierte Charlotte für die drei Brüder in Wien Unterkünfte, unter anderem in der Wohnung ihres Verlobten Friedrich Kuntz, dem durch seine Urlaube vom Militärdienst bei der Wehrmacht bewusst war, dass Juden in seiner Wohnung lebten.
Nach dem Krieg heiratete Charlotte Becher einen Mann mit Nachnamen Fritz.
Zuletzt war sie mit Ortwin Gamber verehelicht und lebte in Wien, 9. Bezirk.